# Fitatsia depressa
Fitatsia depressa är en stekelart som beskrevs av Kamath 1972. Fitatsia depressa ingår i släktet Fitatsia och familjen brokparasitsteklar. Inga underarter finns listade i Catalogue of Life.